# Coln St. Aldwyns
Coln St. Aldwyns est une paroisse civile et un village du Gloucestershire, en Angleterre.